# Cadeilhan-Trachère
Cadeilhan-Trachère település Franciaországban, Hautes-Pyrénées megyében. Lakosainak száma 45 fő (2022. január 1.). Cadeilhan-Trachère Saint-Lary-Soulan, Aragnouet, Tramezaïgues és Vignec községekkel határos.

## Népesség
A település népességének változása:
| Lakosok száma | 42   | 39   | 39   | 41   | 42   | 43   | 44   | 45   |
|               | 2013 | 2015 | 2017 | 2018 | 2019 | 2020 | 2021 | 2022 |